# おとなの事情 スマホをのぞいたら
『おとなの事情 スマホをのぞいたら』（おとなのじじょう スマホをのぞいたら）は、2021年1月8日に公開された日本のコメディ映画。監督は光野道夫。
世界18か国でリメイクされたイタリアのコメディ映画『おとなの事情』の日本版リメイクであり、東山紀之にとっては『小川の辺』以来、10年ぶりの主演映画となる。

## キャスト
小山三平
演：東山紀之 - 元教員の塾講師。
六甲絵里
演：鈴木保奈美 - 精神科医。
六甲隆
演：益岡徹 - 美容外科医。
園山薫
演：常盤貴子 - パート勤めの主婦。
園山零士
演：田口浩正 - 法律事務所のパラリーガル。
向井杏
演：木南晴夏 - 獣医。
向井幸治
演：淵上泰史 - カフェレストランの雇われ店長。
智慧
演：桜田ひより - 女子高生。
その他
- 室龍太

## スタッフ
- 原作：映画“Perfetti sconosciuti”
- 監督：光野道夫
- 脚本：岡田惠和
- 音楽：眞鍋昭大
- 撮影：須藤康夫
- 映像：佐藤隆彦
- 照明：海保栄古
- 録音：渡辺丈彦
- 美術：吉田敬
- デザイン：荒川淳彦
- 記録：荒澤志津子
- 編集：涌井真史
- VFXスーパーバイザー：石井教雄
- 選曲：谷口広紀
- 音響効果：西垣尚弥
- 助監督：佃謙介
- 制作担当：横澤淳
- ラインプロデューサー：武石宏登
- 協力：Xperia
- 製作総指揮：ウィリアム・アイアトン
- プロデューサー：上木則安、栗原美和子、山崎淳子
- 制作プロダクション：共同テレビジョン
- 製作・配給：ソニー・ピクチャーズ エンタテインメント